# Feed-in tariff
Feed-in tariff (FIT, Contrato de oferta padrão) tarifa renovável avançada ou pagamento de energias renováveis é um mecanismo utilizado por políticas públicas destinadas a acelerar o investimento em tecnologias de energias renováveis por meio da oferta de contratos de longo prazo aos produtores de energias renováveis. Isso significa prometer aos produtores de energia renovável um preço acima dos preços de mercado e fornecer certeza de preço e contratos de longo prazo que ajudem a financiar investimentos em energia renovável. Tipicamente, as FITs concedem preços diferentes a diferentes fontes de energia renovável de modo a incentivar o desenvolvimento de uma tecnologia em detrimento de outra. Por exemplo, tecnologias como a energia eólica e a energia solar fotovoltaica recebem um preço mais alto por kWh que a energia das marés. As FITs muitas vezes incluem uma "degressão": uma diminuição gradual do preço ou tarifa para seguir e encorajar reduções de custos tecnológicos.

## Descrição
FITs tipicamente incluem três provisões fundamentais:
- acesso à rede garantindo

- contratos de longo prazo
- preços de compra baseados em custos

Sob uma feed-in tariff, os geradores elegíveis de energia renovável, incluindo proprietários de residências, empresários, agricultores e investidores privados, recebem um preço baseado no custo pela eletricidade renovável que fornecem à rede. Isso permite o desenvolvimento de diversas tecnologias (eólica, solar, biogás, etc.) e oferece aos investidores um retorno razoável. Esse princípio foi explicado na Lei de Fontes de Energia Renováveis da Alemanha de 2000:
As taxas de compensação foram determinadas por meio de estudos científicos, desde que as taxas identificadas permitissem que uma instalação – quando gerida de forma eficiente – fosse operada de forma rentável (a partir de custos), com base na utilização de tecnologias de ponta e dependendo das fontes de energia renováveis naturalmente disponíveis em um determinado ambiente geográfico.
– Lei de Fontes de Energia Renováveis da Alemanha de 2000 (tradução literal)
Como resultado, a tarifa (ou taxa) pode diferir por tecnologia, local da instalação (por exemplo, telhado ou montagem no solo para projetos solares fotovoltaicos), tamanho (escala residencial ou comercial) e região. As tarifas são normalmente projetadas para diminuir ao longo do tempo a fim de rastrear e incentivar a mudança tecnológica.
FITs tipicamente oferecem um acordo de compra garantido para longos (por volta de 15 à 25 anos) períodos.
Taxas baseadas no desempenho incentivam os produtores a maximizar sua produção e eficiência nos projetos.
Desde 2019, as políticas de feed-in tariff foram promulgadas em mais de 50 países, incluindo Argélia, Austrália, Áustria, Bélgica, Brasil, Canadá, China, Chipre, República Tcheca, Dinamarca, Estônia, França, Alemanha, Grécia, Hungria, Irã , República da Irlanda, Israel, Itália, Quênia, República da Coreia, Lituânia, Luxemburgo, Holanda, Malta, Paquistão, Portugal, África do Sul, Espanha, Suíça, Tanzânia, Tailândia, Turquia e Reino Unido. No início de 2012, na Espanha, o governo Rajoy suspendeu a tarifa feed-in para novos projetos.
Em 2008, uma análise detalhada da Comissão Europeia concluiu que "regimes tarifários feed-in bem adaptados são geralmente os esquemas de apoio mais eficientes e eficazes para promover a eletricidade renovável". A conclusão foi apoiada por outras análises, incluindo da Agência Internacional de Energia, da Federação Europeia de Energia Renovável, bem como do Deutsche Bank.
Uma feed-in tariff pode se diferenciar com base no custo marginal. Esta é uma alternativa teorética que se baseia no conceito de diferenciação de preços (Finon). Sob tal política, o preço tarifário varia de um nível ligeiramente acima da taxa spot até o preço necessário para que se obtenha o nível ótimo de produção determinado pelo governo. As empresas com custos marginais mais baixos recebem preços na extremidade inferior do espectro que aumentam sua receita, mas não tanto quanto sob a tarifa feed-in uniforme. Os produtores mais marginais enfrentam o preço tarifário mais alto. Esta versão da política tem dois objetivos. O primeiro é reduzir a lucratividade de certos locais de produção.
Muitas fontes renováveis são altamente dependentes de sua localização. Por exemplo, as turbinas eólicas são mais lucrativas em locais com muito vento e as usinas solares são melhores em locais ensolarados. Isso significa que os geradores tendem a se concentrar nesses locais mais lucrativos. A tarifa diferenciada visa rentabilizar os locais menos naturalmente produtivos e dispersar os muitos geradores que se tornam um bem indesejável em certas regiões (Finon). Imagine derrubar todas as florestas para construir parques eólicos; isso não seria bom para o meio ambiente. Isso, no entanto, leva a uma produção menos efetiva em relação aos custos de eletricidade renovável, pois os locais mais eficientes são subutilizados. O outro objetivo das tarifas diferenciadas por custo marginal é reduzir o custo do programa (Finon). Sob a tarifa uniforme, todos os produtores recebem o mesmo preço, que às vezes excede em muito o preço necessário para incentivá-los a produzir. A receita adicional se traduz em lucro. Assim, a tarifa diferenciada tenta dar a cada produtor o que ele precisa para manter a produção para que a quantidade ótima de mercado de produção de energia renovável possa ser alcançada (Finon).
De modo geral, e à luz da globalização incipiente, tarifas feed-in representam problemas crescentes do ponto de vista do comércio, pois sua implementação em um país pode facilmente afetar indústrias e políticas de outros. Idealmente, isso exigiria uma coordenação global de tratamento e imposição de tal instrumento de política, o que poderia ser alcançado na Organização Mundial do Comércio.

### Compensação

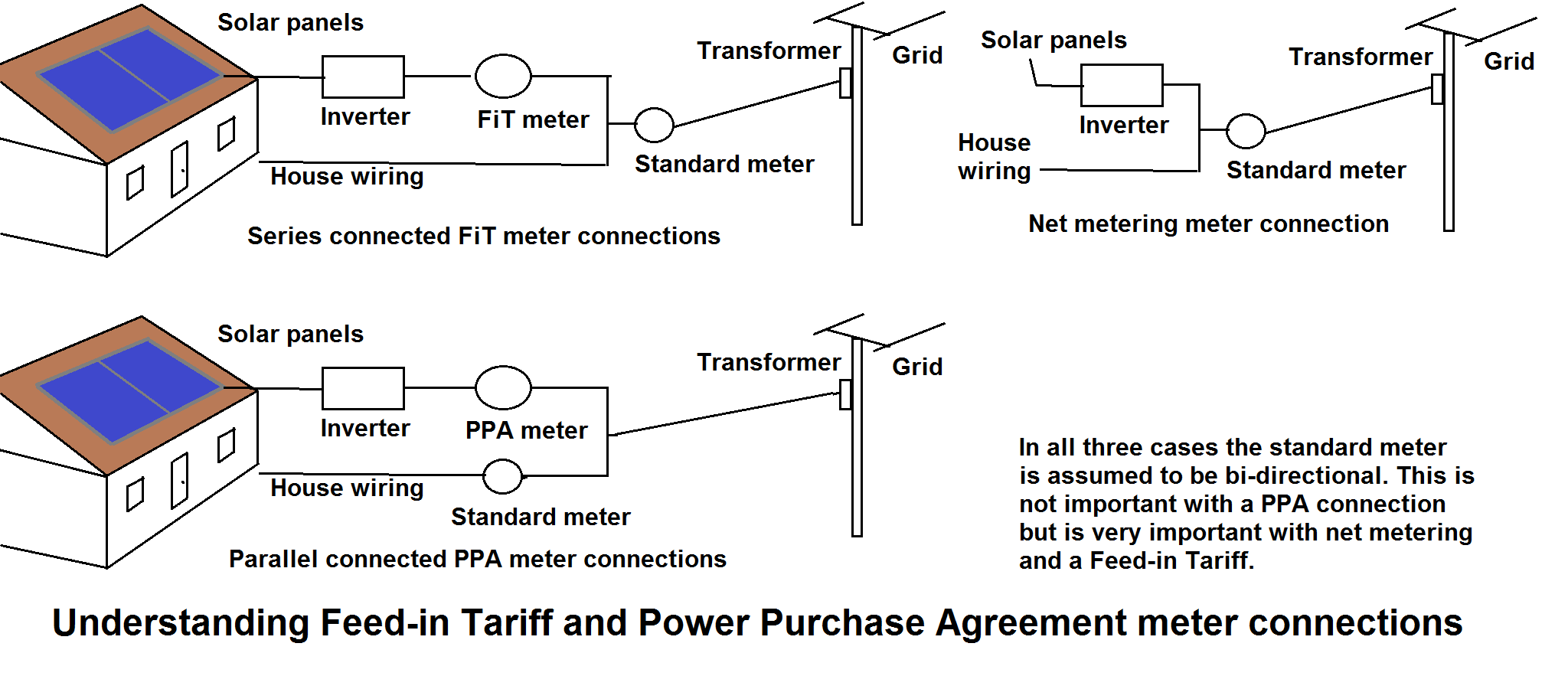
Esquema ilustrativo (em inglês) das conexões entre medidores para com as feed-in tariff e contratos de compra e venda de energia

Existem três métodos de compensação.
- Feed-in tariff – a compensação fica acima do varejo e, à medida que se aumenta o percentual de adotantes, o FIT é reduzido para o valor do varejo.
- Sistema de compensação de energia elétrica – permite que produtores consumam eletricidade da rede, por exemplo, quando o vento para. Os créditos normalmente são transferidos para períodos futuros. Os pagamentos (à concessionária ou ao consumidor) dependem do consumo líquido.
- Contrato de compra e venda de energia (PPA, em inglês) – paga pela geração de eletricidade e normalmente abaixo da tarifa de varejo. Embora, no caso da energia solar, possa ser maior em alguns países já que a energia solar seria gerada em horários de pico de demanda.

## História

### Estados Unidos
A primeira forma de tarifa feed-in (sob outro nome) foi implementada nos EUA em 1978 sob o presidente Jimmy Carter, que assinou a Lei Nacional de Energia (NEA). Esta lei incluiu cinco atos separados, um dos quais foi o Public Utility Regulatory Policies Act (PURPA). O objetivo da Lei Nacional de Energia era incentivar a conservação de energia e desenvolver novos recursos energéticos, incluindo renováveis, como energia eólica, solar e geotérmica.
Dentro do PURPA havia uma disposição que exigia que as concessionárias comprassem eletricidade gerada de produtores de energia independentes qualificados a taxas que não excedessem o custo evitado. Os custos evitados foram projetados para refletir o custo que uma concessionária incorreria para fornecer a mesma geração elétrica. Diferentes interpretações do PURPA prevaleceram na década de 1980: algumas concessionárias e comissões estaduais de concessionárias interpretaram custos evitados estritamente como significando custos de combustível evitados, enquanto outros escolheram definir "custos evitados" como o "custo marginal evitado de longo prazo" da geração. Os custos de longo prazo referem-se ao custo antecipado da eletricidade nos próximos anos. Esta última abordagem foi adotada pela Califórnia em seu Standard Offer Contract No. 4. Outra provisão incluída na lei PURPA foi relativa ao impedimento de que as concessionárias possuam mais de 50% dos projetos, a fim de incentivar novas entrantes.
Para atender ao PURPA, alguns estados passaram a oferecer Contratos de Oferta Padrão aos produtores. A Comissão de Utilidade Pública da Califórnia estabeleceu vários Contratos de Oferta Padrão, incluindo a Oferta Padrão No.4 (SO4, em inglês), a qual utilizou preços fixos com base no custo esperado de geração a longo prazo. As estimativas de longo prazo dos custos de eletricidade foram baseadas na crença (amplamente difundida na época) de que os preços do petróleo e do gás continuariam a aumentar. Isso levou a um cronograma crescente de preços fixos de compra, projetado para refletir os custos evitados de longo prazo da nova geração elétrica. Em 1992, os produtores privados de energia haviam instalado aproximadamente 1.700 MW de capacidade eólica na Califórnia, parte da qual ainda está em serviço hoje. A adoção do PURPA também levou à geração significativa de energia renovável em outros estados, como Flórida e Maine.
Não obstante, o PURPA mantém conotações negativas na indústria de eletricidade dos EUA. Quando os preços do petróleo e do gás despencaram no final da década de 1980, os Contratos de Oferta Padrão assinados para incentivar o desenvolvimento de novas energias renováveis pareciam altos em comparação. Como resultado, os contratos PURPA passaram a ser vistos como um fardo caro para os contribuintes de energia elétrica.
Outra fonte de oposição ao PURPA adviu do fato de que ele foi concebido para incentivar a geração não-utilitária. Isso foi interpretado como uma ameaça por muitas grandes concessionárias, principalmente por fornecedores monopolistas. Como resultado de seu incentivo à geração não utilitária, o PURPA também tem sido interpretado como um passo importante para aumentar a concorrência.

### Europa
Em 1990, a Alemanha adotou sua "Stromeinspeisungsgesetz" (StrEG), ou "Lei sobre alimentação de eletricidade na rede". O StrEG exigia que as concessionárias comprassem eletricidade gerada de fornecedores de energia renovável a uma porcentagem do preço de varejo vigente da eletricidade. O percentual oferecido para energia solar e eólica foi fixado em 90% do preço da eletricidade residencial, enquanto outras tecnologias, como hidrelétricas e fontes de biomassa, foram oferecidos percentuais que variam de 65% a 80%. Um limite de projeto de 5 MW foi incluído.
Embora o StrEG da Alemanha fosse insuficiente para incentivar tecnologias mais caras, como a fotovoltaica, ele se mostrou relativamente eficaz em incentivar tecnologias de baixo custo, como a eólica, levando à implantação de 4.400 MW de nova capacidade eólica entre 1991 e 1999, o que representou aproximadamente um terço do total capacidade eólica global até 1999.
Um desafio adicional que o StrEG abordou foi o direito de se conectar à rede. O StrEG garantiu o acesso à rede dos produtores de eletricidade renovável. Leis semelhantes de feed-in com base em porcentagem foram adotadas na Espanha e na Dinamarca, na década de 1990.

### Lei de Fontes de Energia Renováveis da Alemanha
A lei de feed-in da Alemanha passou por uma grande reestruturação em 2000 para se tornar a Lei de Fontes de Energia Renováveis de 2000 (em alemão: Erneuerbare-Energien-Gesetz ou EEG). O título é um ato de concessão de prioridade às fontes de energia renováveis. Em sua nova forma, a lei provou ser uma estrutura política altamente eficaz para acelerar a implantação de energias renováveis. Incluem-se entre as mudanças importantes:
- os preços de compra baseados no custo de geração - isso levou a preços diferentes para diferentes tecnologias e para projetos de tamanhos variados

- concessionárias foram autorizadas a participar
- as tarifas foram projetadas para diminuir anualmente com base nas reduções de custos esperadas, conhecidas como 'redução tarifária'

Tendo em vista ter sido muito bem-sucedida, a política alemã (alterada em 2004, 2009 e 2012) foi frequentemente usada como referência contra a qual outras políticas tarifárias feed-in foram consideradas. Outros países seguiram a abordagem alemã. Os contratos de longo prazo são normalmente oferecidos de maneira não discriminatória a todos os produtores de energia renovável. Como os preços de compra são baseados em custos, projetos operados com eficiência geram uma taxa razoável de retorno. Este princípio foi declarado no próprio ato:
"As taxas de compensação ... têm sido determinadas por meio de estudos científicos, sob reserva de que as taxas identificadas devam permitir que uma instalação - quando gerenciada com eficiência - seja operada de maneira econômica (baseada em custos), com base no uso de tecnologias de ponta e dependendo de fontes de energia renováveis naturalmente disponíveis em um determinado ambiente geográfico."

– Lei de Fontes de Energia Renováveis da Alemanha (2000) (tradução literal)
O sucesso da energia fotovoltaica na Alemanha resultou em uma queda nos preços da eletricidade de até 40% durante os horários de pico, com economias entre €520 milhões e €840 milhões para consumidores. A economia para os consumidores significou, ao contrário, redução na margem de lucro das grandes empresas de energia elétrica, que reagiram pressionando o governo alemão, o qual reduziu os subsídios em 2012. O aumento da participação da energia solar na Alemanha também teve como efeito o fechamento de usinas de geração a gás e a carvão.
Frequentemente, toda a energia produzida é fornecida à rede, o que faz com que o sistema funcione como um PPA de acordo com a desambiguação acima. No entanto, não há necessidade de um contrato de compra com uma concessionária, mas a tarifa de alimentação é administrada pelo estado, logo o termo "feed-in tariff" (alemão "Einspeisetarif") é geralmente usado. Desde cerca de 2012, outros tipos de contratos tornaram-se mais usuais, porque os PPAs foram apoiados e para projetos solares de pequena escala, o uso direto da energia tornou-se mais atraente quando a tarifa feed-in tornou-se mais baixa do que os preços da energia comprada.
Em 1º de agosto de 2014, uma nova revisão da Lei de Fontes de Energia Renováveis entrou em vigor. Corredores de implantação específicos agora estipulam até que ponto a energia renovável deve ser expandida no futuro e as taxas de financiamento (tarifas de alimentação) para nova capacidade gradualmente deixarão de ser definidas pelo governo, mas determinadas por leilão, a começar por usina solar montada no solo. Isso representou uma grande mudança na política e será estendida a partir de 2017 com processos de licitação para energia eólica onshore e offshore.

## Efeitos nos preços da eletricidade
FITs têm tanto aumentado quanto decrescido preços da energia elétrica.
Aumentos nas tarifas de eletricidade ocorreram quando o financiamento para o esquema de tarifas feed-in foi fornecido a contribuintes por meio de uma sobretaxa em suas contas de eletricidade. Na Alemanha, esta abordagem de financiamento da tarifa feed-in acrescentou 6,88 cEUR por kWh à tarifa de eletricidade para consumidores residenciais em 2017. No entanto, a energia renovável pode reduzir os preços do mercado spot por meio de efeitos da ordem de mérito, a prática de usar instalações de combustível fóssil de custo mais alto somente quando a demanda excede a capacidade de instalações de custo mais baixo. Isso levou a reduções de preços de eletricidade na Espanha, Dinamarca e Alemanha.

## Paridade de rede
A paridade de rede ocorre quando o custo de uma tecnologia alternativa para produção de eletricidade corresponde à média existente para a área. A paridade pode variar tanto no tempo (ou seja, ao longo do dia e ao longo dos anos) quanto no espaço (ou seja, geograficamente). O preço da eletricidade da rede varia amplamente de áreas de alto custo, como Havaí e Califórnia, para áreas de baixo custo, como Wyoming e Idaho. Em áreas com preços de acordo com a hora do dia, as tarifas variam ao longo do dia, aumentando durante os horários de alta demanda (por exemplo, das 11h às 20h) e diminuindo durante os horários de baixa demanda (por exemplo, das 20h às 11h).

## Políticas alternativas e complementos
Padrões de Portfólio Renováveis (PPR) e subsídios criam mercados protegidos para a energia renovável. Os PPRs exigem que as concessionárias obtenham uma porcentagem mínima de sua energia de fontes renováveis. Em alguns estados, as concessionárias podem comprar Certificados de Energia Renovável (nos EUA), Sistemas de Certificado de Energia Renovável (na União Europeia) ou Registros de Certificados de Energia Renovável (na Austrália) para atender a esse requisito. Esses certificados são emitidos para produtores de energia renovável com base na quantidade de energia que alimentam a rede. A venda dos certificados é outra forma de os produtores renováveis complementarem suas receitas.
Os preços dos certificados flutuam com base na demanda geral de energia e na concorrência entre os produtores renováveis. Se a quantidade de energia renovável produzida exceder a quantidade necessária, os preços dos certificados podem cair, como no comércio de carbono na Europa. Isso pode prejudicar a viabilidade econômica de produtores renováveis.
Sistemas de cotas favorecem grandes geradores verticalmente integrados e concessionárias de energia elétrica multinacionais, já que os certificados são geralmente denominados em unidades de um megawatt-hora. Eles também são mais difíceis de projetar e implementar que uma FIT.
A obrigatoriedade de tarifas dinâmicas para atualizações de medidores iniciadas pelo cliente (incluindo para consumo de energia distribuída) pode ser uma maneira mais econômica de acelerar o desenvolvimento da energia renovável.

## Por país
Leis de feed-in tariff estavam em vigor em 46 jurisdições globalmente até 2007. As informações sobre tarifas solares podem ser encontradas de forma consolidada, porém nem todos os países estão listados nesta fonte.

### Austrália
Tarifas feed-in foram introduzidas em 2008 em South Australia e em Queensland, em 2009 no Território da Capital Australiana e em Victoria, e em 2010 em Nova Gales do Sul, Tasmânia e Austrália Ocidental. O Território do Norte oferece apenas esquemas tarifários locais. Um esquema federal uniforme para substituir todos os esquemas estaduais foi proposto pela senadora verde da Tasmânia, Christine Milne, mas não foi promulgado. Em meados de 2011, a tarifa feed-in em NSW e ACT foi fechada para novos geradores, pois o limite de capacidade instalada foi atingido. Em NSW, tanto a tarifa feed-in quanto o limite foram cortados devido às configurações originais excessivamente generosas. O novo governo conservador de Victoria substituiu a tarifa feed-in original por uma tarifa feed-in de transição menos generosa de 25 centavos de dólar por quilowatt-hora para qualquer excesso de energia gerada para o uso do gerador, enquanto se aguarda o resultado de uma investigação da Comissão de Competição e Eficiência de Victoria. Isso não atende à definição normal e tem sido chamado de "tarifa feed-in falsa". É uma medição líquida com um pagamento por qualquer crédito de quilowatt em vez do roll over típico.

### Canadá
Ontário introduziu uma tarifa feed-in em 2006, revisada em 2009 e 2010, aumentando de 42¢/kWh para 80,2¢/kWh para projetos fotovoltaicos vinculados à rede em microescala (≤10 kW), e diminuindo para 64,2¢/kWh, devido a solicitações recebidas, a partir de 2 de julho de 2010. Aplicações recebidas antes disso tinham até 31 de maio de 2011 para instalar o sistema de modo a receber a taxa mais elevada. O programa FIT de Ontário inclui um cronograma tarifário para projetos maiores, incluindo fazendas solares de 10 MW a uma taxa reduzida. Em abril de 2010, várias centenas de projetos foram aprovados, incluindo 184 projetos de grande escala, no valor de US$ 8 bilhões. Até abril de 2012, 12.000 sistemas foram instalados e a taxa caiu para 54,9¢/kWh, devido a solicitações recebidas após 1º de setembro de 2011. A tabela de preços em 2013 revisou os preços da energia solar para 28–38¢/kWh.

### China
A Lei de Energia Renovável entrou em vigor em 2006 e trouxe o primeiro mecanismo de tarifa feed-in para energia renovável na China.
Em agosto de 2011, uma tarifa solar nacional foi emitida a cerca de US$ 0,15 por kWh.
A China estabeleceu uma tarifa para novas usinas eólicas onshore em um movimento para ajudar os operadores de projetos em dificuldades a obter lucros. A Comissão Nacional de Desenvolvimento e Reforma), agência de planejamento econômico do país, anunciou quatro categorias de projetos eólicos onshore que, de acordo com a região, poderão se candidatar às tarifas. Áreas com melhores recursos eólicos terão tarifas mais baixas, enquanto aquelas com saídas mais baixas poderão acessar tarifas mais generosas.
As tarifas são fixadas em 0,51 yuan (US$ 0,075, GBP 0,05), 0,54 yuan, 0,58 yuan e 0,61 yuan. Essas representam um prêmio significativo em relação à taxa média de 0,34 yuan por quilowatt-hora paga aos geradores de eletricidade a carvão.

### Índia
A Índia inaugurou um programa de energia solar em janeiro de 2010. A Missão Solar Nacional Jawaharlal Nehru foi oficialmente anunciada pelo primeiro-ministro da Índia em 12 de janeiro daquele ano. Este programa visava instalar 20 GW de energia solar até 2022. A primeira fase deste programa visava 1.000 MW, mediante o pagamento de uma tarifa fixada pela Central Electricity Regulatory Commission (CERC) da Índia. Embora, em essência, esta seja uma tarifa de alimentação, várias condições poderiam afetar o tamanho do projeto e a data de comissionamento. A tarifa para projetos solares fotovoltaicos é fixada em ₹17,90 (US$ 0,397)/kWh. A tarifa para projetos solares térmicos é fixa de ₹15,40 (US$ 0,342/kWh). O tarifário será revisto periodicamente pela CERC. Em 2015, a tarifa feed-in foi de cerca de ₹7,50 (US$ 0,125)/kWh e é aplicável principalmente no nível da concessionária. Muitos varejistas de eletricidade (mas não todos) introduziram uma tarifa feed-in. Uma tarifa de alimentação é paga ao proprietário do sistema solar fotovoltaico pelo excesso de eletricidade gerada e não usada pessoalmente. Se toda a energia produzida for utilizada, a conta de eletricidade será reduzida.